# Équipe cycliste Verandas Willems (2013-2016)
Cet article concerne l'équipe continentale créée en 2013 et disparue à l'issue de la saison 2016 à la suite de la création d'une nouvelle structure, pour les autres équipes sponsorisées par Vérandas Willems, voir Équipe cycliste Verandas Willems (homonymie) .
L'équipe cycliste Verandas Willems est une équipe cycliste belge ayant le statut d'équipe continentale lors de son existence entre 2013 et 2016. Elle ne doit pas être confondue avec l'ancienne équipe Verandas Willems-Crelan active en 2017 et 2018.

## Histoire de l'équipe

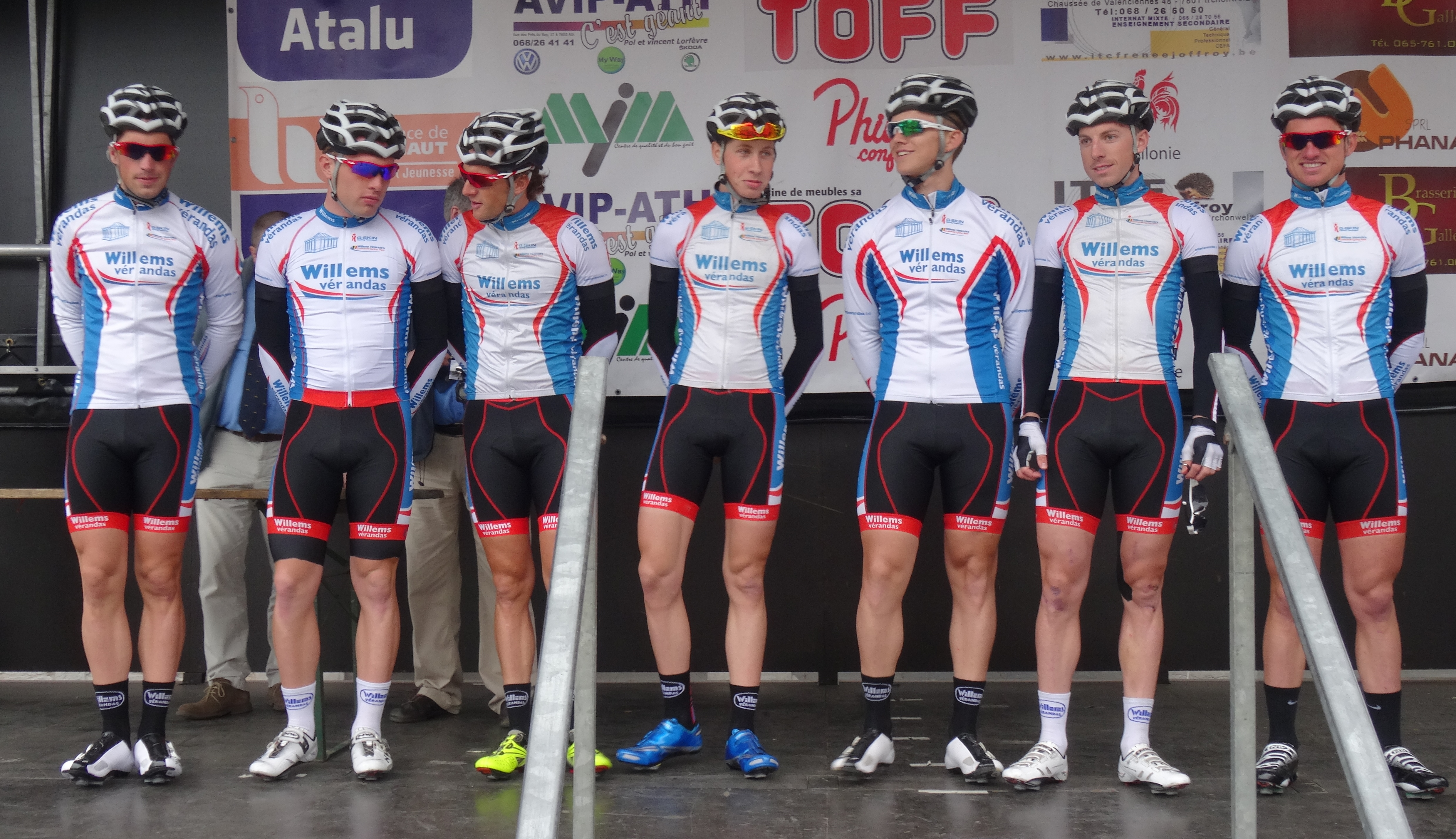
Sept coureurs de l'équipe au départ de la 1re étape du Triptyque des Monts et Châteaux.

### 2013
La saison 2013 est la première de l'équipe, qui compte dix-huit coureurs, dont deux stagiaires. L'équipe ne remporte aucune victoire UCI.

### 2014
Pour cette saison, l'équipe est dotée d'un budget de fonctionnement de 600 000 euros. Dix-sept coureurs constituent son effectif. Six d'entre eux sont professionnels : Gaëtan Bille, Olivier Pardini, Floris Smeyers, Niels Vandyck, Nicolas Vereecken et Willem Wauters. Trois coureurs sont en catégorie élites sans contrat et les huit derniers sont en catégorie espoirs (moins de 23 ans),,. L'équipe remporte quatre victoires sur des courses UCI : Gaëtan Bille remporte la 2e étape de la Flèche du Sud le 30 mai et son classement général le 1er juin, Olivier Pardini le prologue du Sibiu Cycling Tour le 17 juillet, et Gaëtan Bille le Grand Prix de la ville de Pérenchies le 27 juillet.

### 2015
La saison 2015 est la troisième de cette équipe continentale.

### 2016
Fin 2016, elle fusionne avec la formation Crelan-Vastgoedservice pour former l'équipe Verandas Willems-Crelan avec le statut d'équipe continentale professionnelle.

## Principales victoires
- Flèche du Sud : Gaëtan Bille (2014)
- Grand Prix de la ville de Pérenchies : Gaëtan Bille (2014) et Dimitri Claeys (2015)
- Tour de Normandie : Dimitri Claeys (2015)
- Paris-Arras Tour : Joeri Calleeuw (2015) et Aidis Kruopis (2016)
- Circuit de Wallonie : Stef Van Zummeren (2015)
- Internationale Wielertrofee Jong Maar Moedig : Dimitri Claeys (2015)
- Ronde van Midden-Nederland : Olivier Pardini (2015)
- Tour du Frioul-Vénétie julienne : Gaëtan Bille (2015)
- Dorpenomloop Rucphen : Aidis Kruopis (2016)
- Nokere Koerse : Timothy Dupont (2016)
- À travers les Ardennes flamandes : Timothy Dupont (2016)
- Tour d'Overijssel : Aidis Kruopis (2016)
- Grand Prix Criquielion : Timothy Dupont (2016)
- Mémorial Philippe Van Coningsloo : Timothy Dupont (2016)
- Halle-Ingooigem : Dries De Bondt (2016)
- Circuit Het Nieuwsblad espoirs : Elias Van Breussegem (2016)
- Flèche du port d'Anvers : Timothy Dupont (2016)
- Flèche côtière : Timothy Dupont (2016)
- Championnat des Flandres : Timothy Dupont (2016)
- Gooikse Pijl : Aidis Kruopis (2016)

## Classements UCI
L'équipe participe aux circuits continentaux et principalement à des épreuves de l'UCI Europe Tour. Les tableaux ci-dessous présentent les classements de l'équipe sur les différents circuits, ainsi que son meilleur coureur au classement individuel.

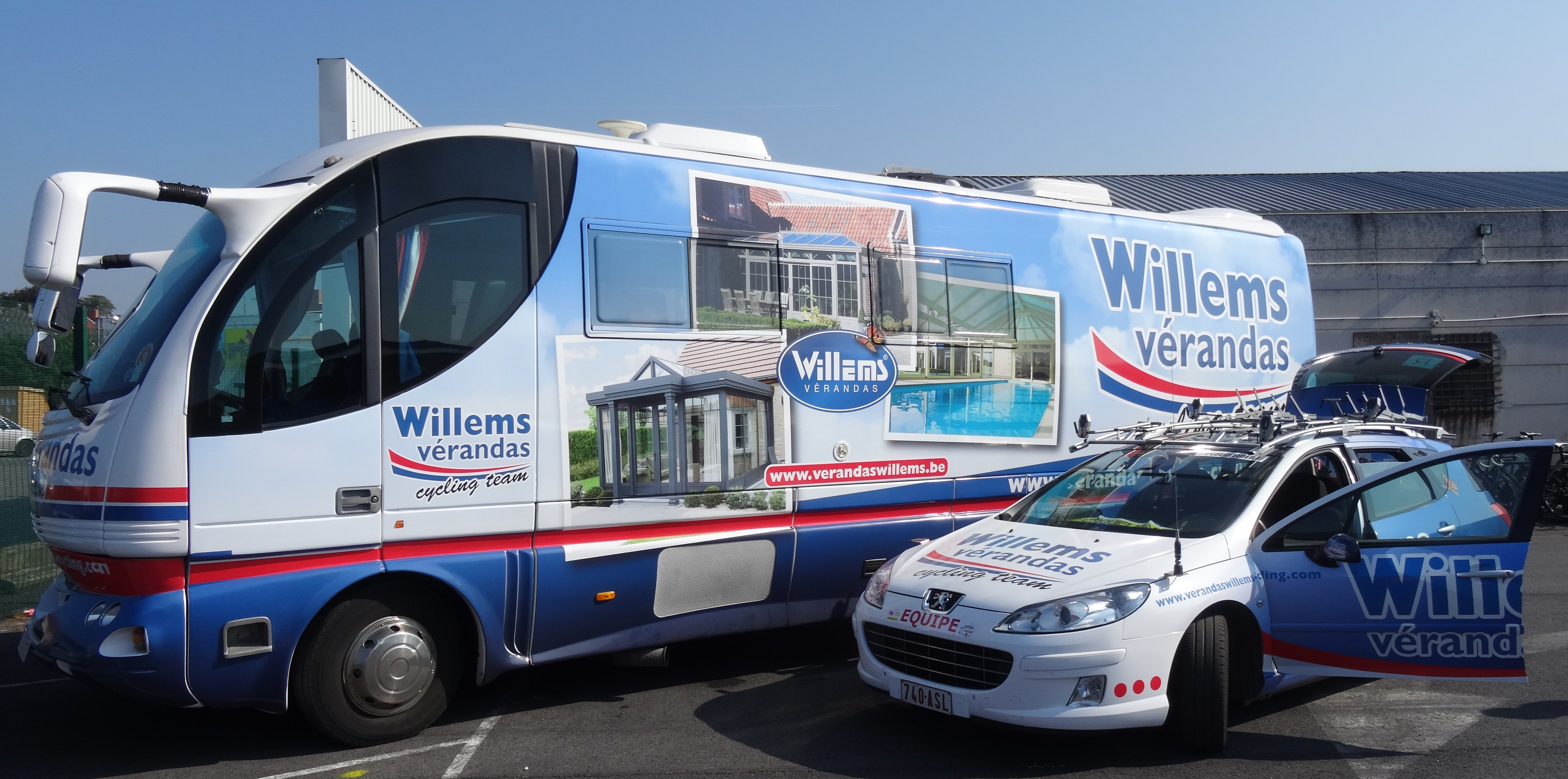
Véhicules de l'équipe en 2014

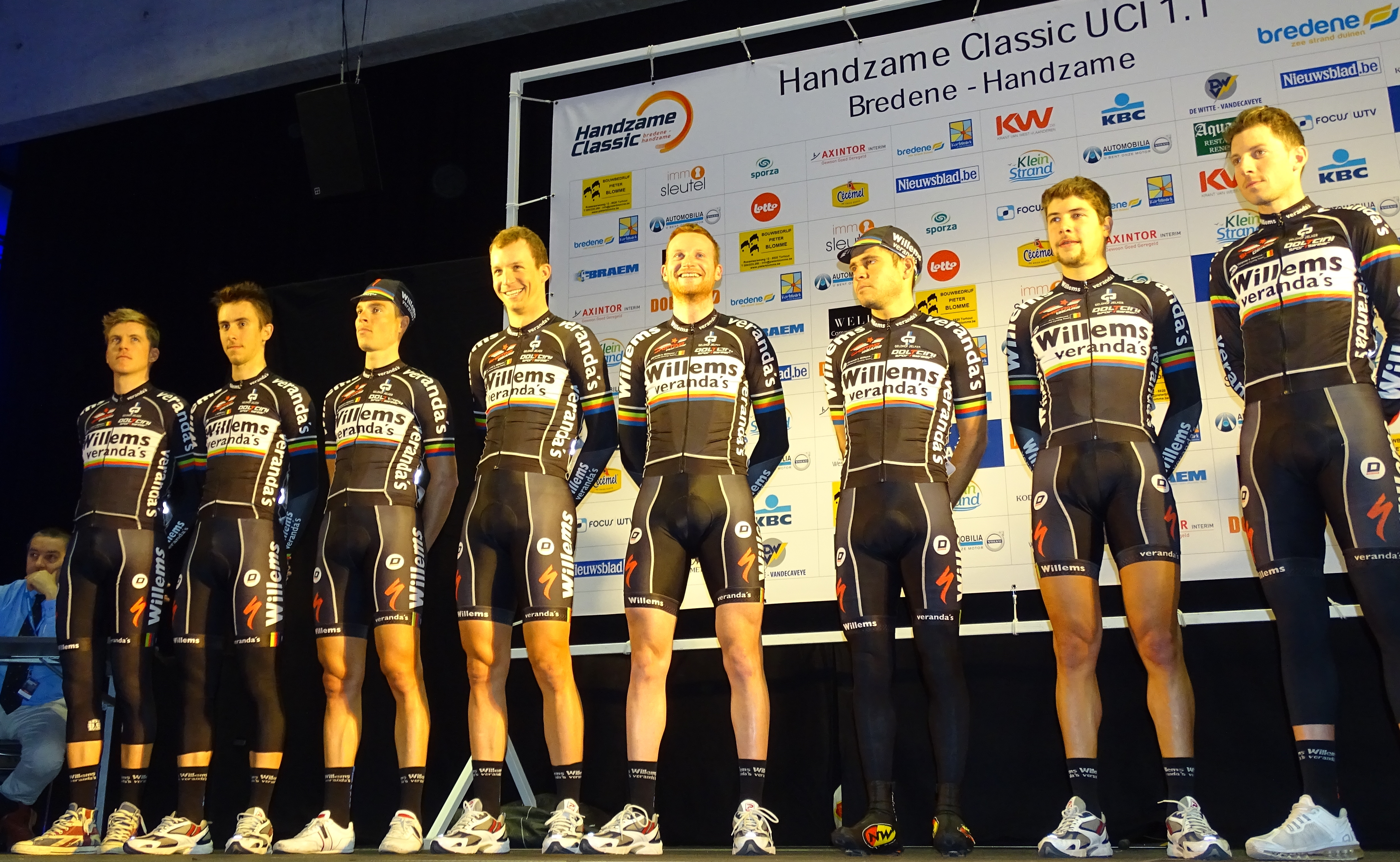
L'équipe en 2015

UCI Asia Tour
| Saison | Classement par équipes | Meilleur coureur au classement individuel |
| ------ | ---------------------- | ----------------------------------------- |
| 2016   | 75e                    | Aidis Kruopis (294e)                      |

UCI Europe Tour
| Saison | Classement par équipes | Meilleur coureur au classement individuel |
| ------ | ---------------------- | ----------------------------------------- |
| 2013   | 80e                    | Olivier Pardini (392e)                    |
| 2014   | 35e                    | Gaëtan Bille (54e)                        |
| 2015   | 5e                     | Dimitri Claeys (3e)                       |
| 2016   | 7e                     | Timothy Dupont (2e)                       |

## Effectif en 2016
L'équipe Verandas Willems compte seize coureurs, dont cinq bénéficient d'un contrat professionnel : Joeri Calleeuw, Timothy Dupont, Aidis Kruopis, Kai Reus et Stef Van Zummeren.
| Cycliste             | Date de naissance | Nationalité | Équipe 2015                   |  |
| -------------------- | ----------------- | ----------- | ----------------------------- |  |
| Didier Bats          | 23 janvier 1993   | Belgique    | Goeman Scott VZW (VTT)        |  |
| Joeri Calleeuw       | 5 août 1985       | Belgique    | Verandas Willems              |  |
| Sander Cordeel       | 13 février 1987   | Belgique    | Vastgoedservice-Golden Palace |  |
| Dries De Bondt       | 4 juillet 1991    | Belgique    | Verandas Willems              |  |
| Louis De Rycke       | 13 septembre 1994 | Belgique    |                               |  |
| Tim De Troyer        | 11 août 1990      | Belgique    | Wanty-Groupe Gobert           |  |
| Brecht Dhaene        | 21 novembre 1988  | Belgique    | Astellas                      |  |
| Benjamin D'Hondt     | 29 octobre 1993   | Belgique    |                               |  |
| Timothy Dupont       | 1er novembre 1987 | Belgique    | Roubaix Lille Métropole       |  |
| Jan Ghyselinck       | 24 février 1988   | Belgique    | Wanty-Groupe Gobert           |  |
| Aidis Kruopis        | 26 octobre 1986   | Lituanie    | An Post-ChainReaction         |  |
| Christophe Prémont   | 22 novembre 1989  | Belgique    | Verandas Willems              |  |
| Kai Reus             | 11 mars 1985      | Pays-Bas    | Verandas Willems              |  |
| Elias Van Breussegem | 10 avril 1992     | Belgique    | Verandas Willems              |  |
| Stef Van Zummeren    | 20 décembre 1991  | Belgique    | Verandas Willems              |  |
| Jari Verstraeten     | 8 février 1989    | Belgique    | Verandas Willems              |  |